# Eta2 Hydri
Eta2 Hydri (η2 Hyi / η2 Hydri) è una stella gialla nella costellazione dell'Idra Maschio; la sua magnitudine è +4,68 e dista dal Sole 217 anni luce.

## Caratteristiche
La stella si trova nella parte settentrionale della costellazione, alcuni gradi a sud della brillante stella Achernar; si tratta di una gigante gialla già uscita dalla sequenza principale; in passato era probabilmente una stella di classe A (come Vega e Fomalhaut) mentre ora si sta evolvendo verso lo stadio di gigante rossa. Ha una massa quasi doppia rispetto al Sole, ed un raggio 13 volte superiore. La metallicità è minore rispetto a quella del Sole, l'abbondanza di elementi più pesanti dell'elio è infatti il 60% di quello della nostra stella.

## Pianeti
Nel 2005, venne scoperto un pianeta orbitante attorno alla stella, e venne catalogato come Eta2 Hydri b. La sua massa è oltre 5 volte maggiore di quella di Giove, e rientra quindi nella categoria dei supergioviani.
Sotto, il prospetto del sistema di Eta2 Hydri.
| Pianeta | Tipo            | Massa    | Periodo orb. | Sem. maggiore | Eccentricità |
| ------- | --------------- | -------- | ------------ | ------------- | ------------ |
| b       | Gigante gassoso | >5,54 MJ | 711 giorni   | 1,93 UA       | 0,4          |